# Márcia Pandolfo
Márcia Pandolfo Rodrigues Agostinho, mais conhecida pelo nome artístico Márcia Pandolfo (São Paulo, 18 de abril de 1962) é uma atriz e cantora.

## Biografia
O pai de Márcia era bancário e sua mãe dona de casa. Foi descoberta enquanto apresentava uma peça de teatro em sua escola em São Paulo pelas atrizes Nicette Bruno e Laura Cardoso e pelo ator Paulo Goulart.
Desde cedo nasceu com uma condição financeira controlada, e isso possibilitou com que ela pudesse mudar para o Rio de Janeiro e seguir a carreira de atriz.
Entre 1970 e 1989 dividiu o profissão com a função de cantora.
Cursou vários cursos na faculdade, dentre eles os da sua área de atuação: Artes Cênicas, Matemática, Geografia, Direito e Medicina.
Também entre 1980 até a sua saída da carreira, atuou como professora em escolas da rede pública.
Desde 1997 também é membro do Tribunal Superior de Justiça.

## Vida Pessoal
Em 1980 vai morar junto com seu namorado Valter Cardoso com quem tem um filho que nasce com Síndrome de Down. Separa dele no mesmo ano. Em 1983 casa com Olívio Rodrigues com quem teve mais dois filhos: Camila e Thiago e com quem vive atualmente junto com seu neto Daniel.

## Filmografia
| Ano  | Título                     | Papel              |
| ---- | -------------------------- | ------------------ |
| 2000 | A Muralha                  | Henriqueta         |
| 1999 | Andando nas Nuvens         | Catarina           |
| 1998 | Labirinto                  | Rejane             |
| 1997 | Por Amor                   | Margarida          |
| 1997 | Zazá                       | Rafaela            |
| 1996 | Anjo de Mim                | Milena             |
| 1995 | História de Amor           | Fábia              |
| 1994 | Pátria Minha               | Ana Rosana         |
| 1993 | Sonho Meu                  | Rosângela          |
| 1992 | Pedra sobre Pedra          | Rainer             |
| 1991 | Salomé                     | Marciana           |
| 1990 | Meu Bem, Meu Mal           | Patrícia           |
| 1989 | O Sexo dos Anjos           | Tereza             |
| 1988 | Vale Tudo                  | Beatriz            |
| 1988 | Sassaricando               | Pietra             |
| 1987 | Paixão Ardente             | Jennifer           |
| 1986 | Cambalacho                 | Maria Gloriosa     |
| 1985 | Carinhoso Paraíso          | Dona Cidinha       |
| 1985 | O Tempo e o Vento          | Maria Francisca    |
| 1984 | Vereda Tropical            | Cristina           |
| 1983 | Champagne                  | Glória             |
| 1983 | Puro Sangue                | Terezinha          |
| 1982 | Paraíso                    | Ritinha            |
| 1982 | Lampião e Maria Bonita     | Maria do Carmo     |
| 1981 | Terras do Sem-Fim          | Madre Altaína      |
| 1981 | Baila Comigo               | Regina             |
| 1980 | Marina                     | Aparecida de Souza |
| 1979 | Os Gigantes                | Manoela            |
| 1979 | Cabocla                    | Maria das Dores    |
| 1978 | Pecado Rasgado             | Divina Bertolina   |
| 1977 | O Astro                    | Valentina          |
| 1977 | Locomotivas                | Janaína            |
| 1976 | Escrava Isaura             | Paula              |
| 1976 | Estúpido Cupido            | Marina             |
| 1976 | Vejo a Lua no Céu          | Elizabeth          |
| 1975 | Bravo!                     | Talita             |
| 1975 | Helena                     | Helena (jovem)     |
| 1974 | Corrida do Ouro            | Glorinha           |
| 1973 | O Semideus                 | Renata             |
| 1973 | A Volta de Beto Rockfeller | Regina             |
| 1972 | Uma Rosa com Amor          | Clarinha           |
| 1972 | Bicho do Mato              | Maria das Graças   |
| 1971 | O Homem que Deve Morrer    | Tina               |
| 1970 | Pigmalião 70               | Eugênia            |
| 1969 | Véu de Noiva               | Patrícia           |
| 1968 | Beto Rockfeller            | Regina             |

## Prêmios e indicações
| Premiações | Premiações         | Premiações   | Premiações     | Premiações |
| Ano        | Premiação          | Categoria    | Trabalho       | Resultado  |
| ---------- | ------------------ | ------------ | -------------- | ---------- |
| 1987       | Emmy Internacional | Melhor Atriz | Paixão Ardente | Venceu     |